# Скорци
 Тази статия е за рода птици.  За селото в Централна България вижте Скорците.  
Скорците (Sturnus) са род птици от семейство Скорецови (Sturnidae). Разпространени са в по-голямата част от Евразия.

## Видове
- Sturnus albofrontatus
- Sturnus burmannicus
- Sturnus cineraceus – Сив скорец
- Sturnus contra
- Sturnus erythropygius
- Sturnus malabaricus
- Sturnus melanopterus
- Sturnus nigricollis
- Sturnus pagodarum
- Sturnus philippensis
- Sturnus roseus – Розов скорец
- Sturnus sericeus
- Sturnus sinensis
- Sturnus sturninus
- Sturnus unicolor – Черен скорец
- Sturnus vulgaris – Обикновен скорец

## Фосилна летопис
При сондажни дейности в околностите на с. Кардам (област Добрич) в сондажна ядка е извлечен почти пълен скелет на врабчоподобна птица от семейството на скорците, определена като кардамски добруджански скорец (Dobrosturnus kardamensis). Находката е от среден миоцен (14,3 – 13,6 млн. г.) и е една от най-древните в Европа и света 